# Joan García González
Joan García González (Sabadell, 1 de marzo de 1975) es un político español, diputado en el Parlamento de Cataluña por el partido Ciudadanos. El 17 de enero de 2018, fue elegido secretario tercero de la Mesa del Parlamento y desde julio de 2019 es miembro del Comité Ejecutivo.

## Biografía
Es licenciado en geografía por la Universidad Autónoma de Barcelona y máster en sistemas de Información geográfica por la misma universidad. De 1999 a 2000 trabajó en el Instituto Cartográfico de Cataluña y posteriormente como jefe de proyectos en la empresa de telecomunicaciones Orange España.

### Política
Se afilió a Ciudadanos - Partido de la Ciudadanía desde su fundación en 2006 y formó parte de su Comité Ejecutivo. En las elecciones municipales españolas de 2015 fue elegido concejal del Ayuntamiento de Sabadell y posteriormente diputado en las elecciones en el Parlamento de Cataluña de 2015. En las elecciones al Parlamento de Cataluña de 2017 fue reelegido.